# Prijedor
Prijedor (en serbe cyrillique : Приједор) est une ville de Bosnie-Herzégovine située dans la république serbe de Bosnie. Selon les premiers résultats du recensement bosnien de 2013, la ville intra muros compte 32 342 habitants et sa zone métropolitaine, appelée ville de Prijedor (Град Приједор), 97 588.
La municipalité de Prijedor a obtenu le statut de « ville » (град/grad) en 2012[réf. nécessaire].

## Géographie
Prijedor est située au nord-ouest de la Bosnie-Herzégovine, sur les rives des rivières Sana et Gomjenica et sur les pentes sud-ouest des monts Kozara. La ville se trouve sur un poljé formé par la Sana et ses affluents. Au sud-est s'étendent le lac de Saničani et le parc national de Kozara.

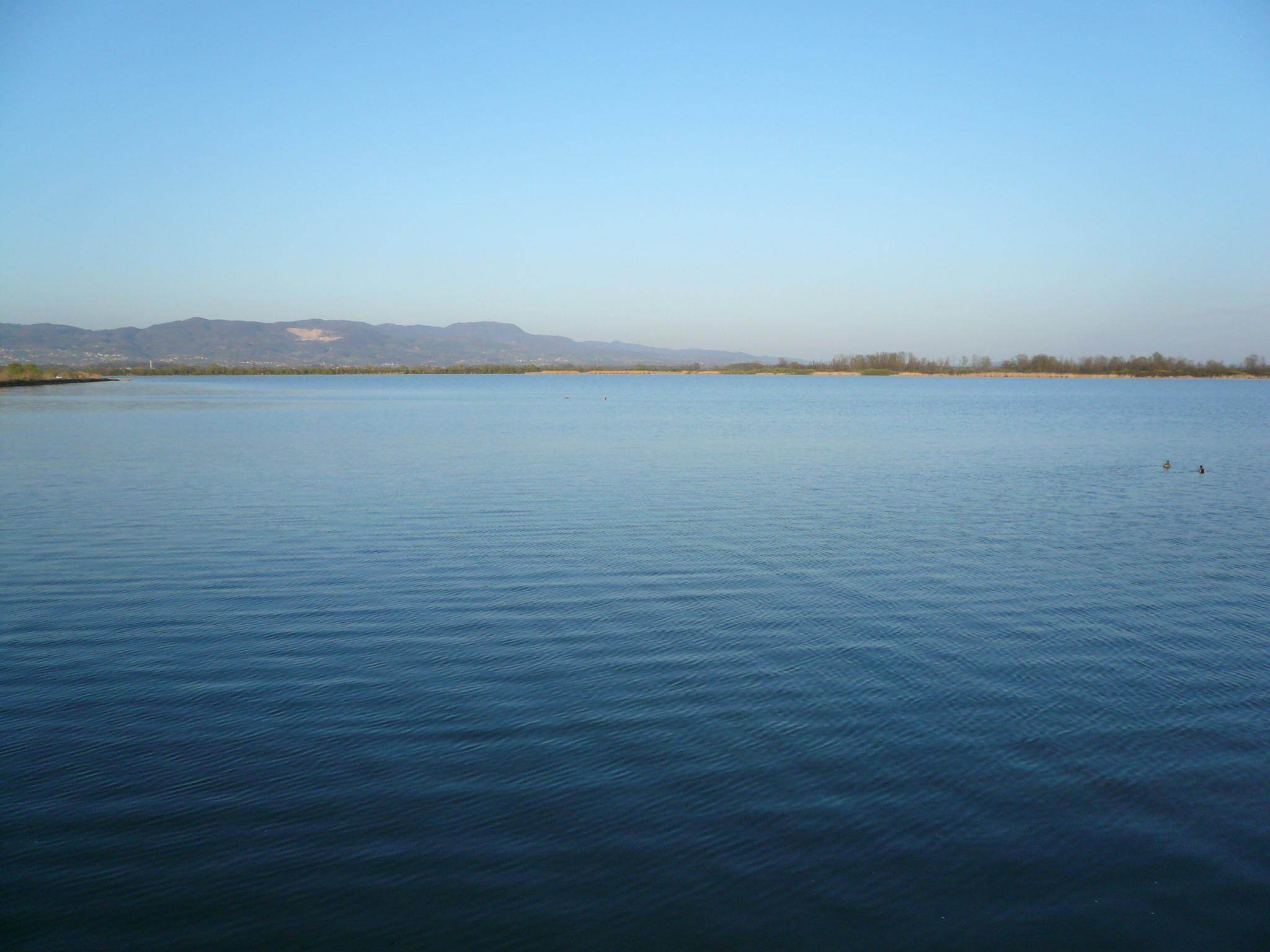
Le lac de Saničani

La municipalité de Prijedor est entourée par le territoire de la ville de Banja Luka à l'est et au sud-est et par les municipalités d'Oštra Luka au sud, de Novi Grad à l'ouest, de Kostajnica au nord-ouest, de Kozarska Dubica au nord et de Gradiška au nord-est.

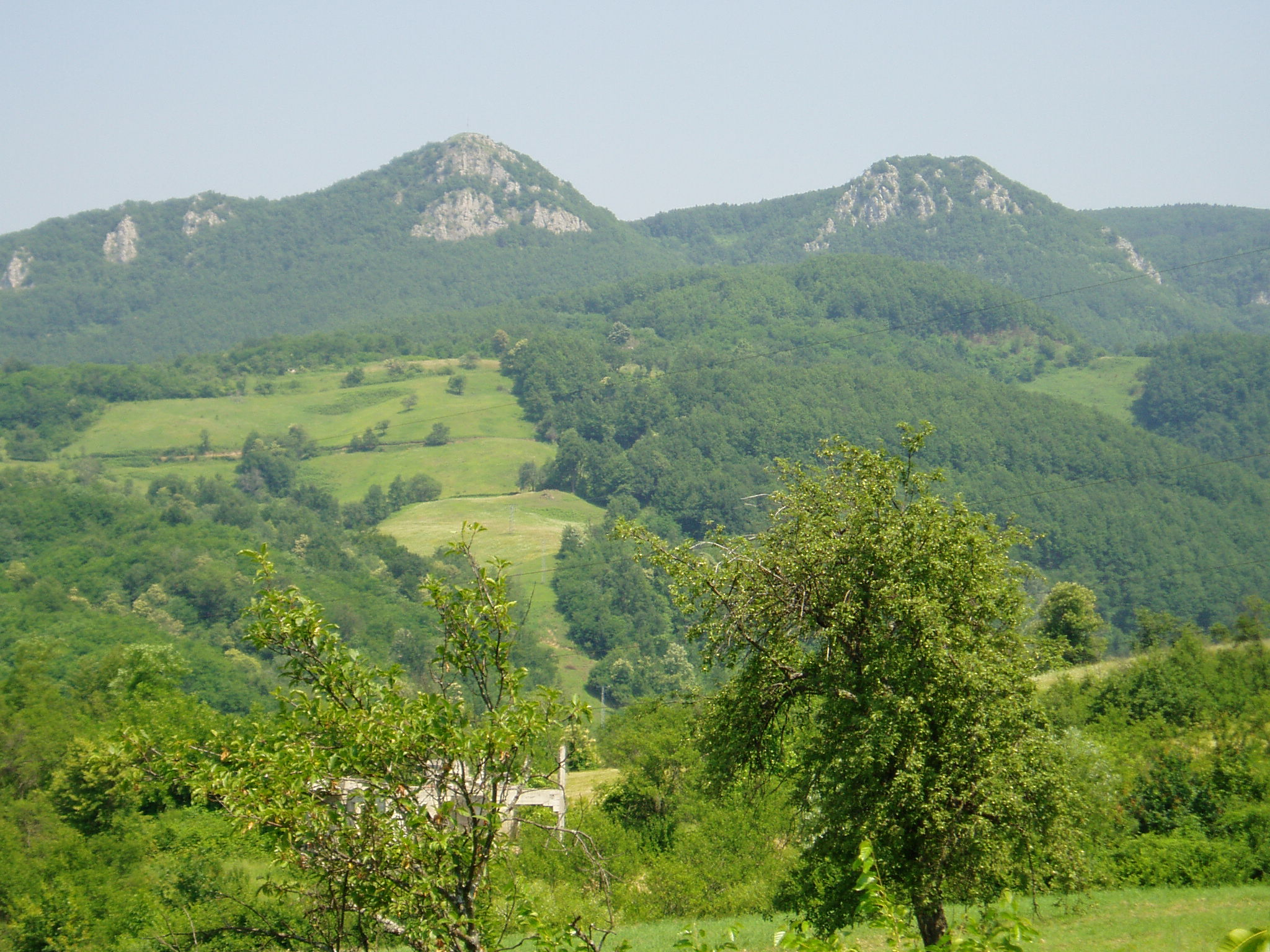
Versant du massif de la Kozara, nommé Kozarački Kamen, au-dessus de Kozarac

## Climat
Le climat de Prijedor et de sa région est de type continental tempéré chaud, avec une température moyenne annuelle de 11,2 °C ; juillet est le mois le plus chaud de l'année, avec une moyenne de 20,9 °C. Le mois le plus froid est janvier avec une moyenne de 0,5 °C. La moyenne des précipitations annuelles est de 980 mm/m2, avec les précipitations mensuelles les plus faibles en mars et les plus élevées en novembre.
| Mois                                 | Janv | Fév  | Mars | Avr  | Mai  | Juin | Juil | Août | Sept | Oct  | Nov  | Déc  | Année |
| ------------------------------------ | ---- | ---- | ---- | ---- | ---- | ---- | ---- | ---- | ---- | ---- | ---- | ---- | ----- |
| Températures maximales moyennes (°C) | 4,1  | 6,6  | 11,9 | 16,5 | 21,2 | 25,0 | 27,4 | 27,1 | 23,5 | 16,9 | 10,1 | 5,7  |       |
| Températures moyennes (°C)           | 0,5  | 2,3  | 6,7  | 11,1 | 15,4 | 19,1 | 20,9 | 20,4 | 17,1 | 11,7 | 6,4  | 2,4  | 11,2  |
| Températures minimales moyennes (°C) | -3,0 | -2,0 | 1,6  | 5,7  | 9,7  | 13,2 | 14,5 | 13,8 | 10,7 | 6,6  | 2,7  | -0,8 |       |
| Précipitations moyennes (mm)         | 67   | 65   | 62   | 81   | 88   | 102  | 79   | 80   | 76   | 83   | 103  | 94   | 980   |

## Histoire

### Époque récente: Sécession
Pendant la guerre de Bosnie, en 1992, la municipalité de Prijedor abrita le camp de concentration d'Omarska, où furent détenus 3 334 Bosniaques et Croates de Bosnie ; ils y furent massacrés ou déportés dans d'autres camps .
- Nettoyage ethnique de Prijedor (1992-1993)
  - Camp de Manjača
  - Camp de concentration d'Omarska, Camp de Keraterm, Camp de Trnopolje

## Organisation administrative de la ville

### Localités de la ville de Prijedor

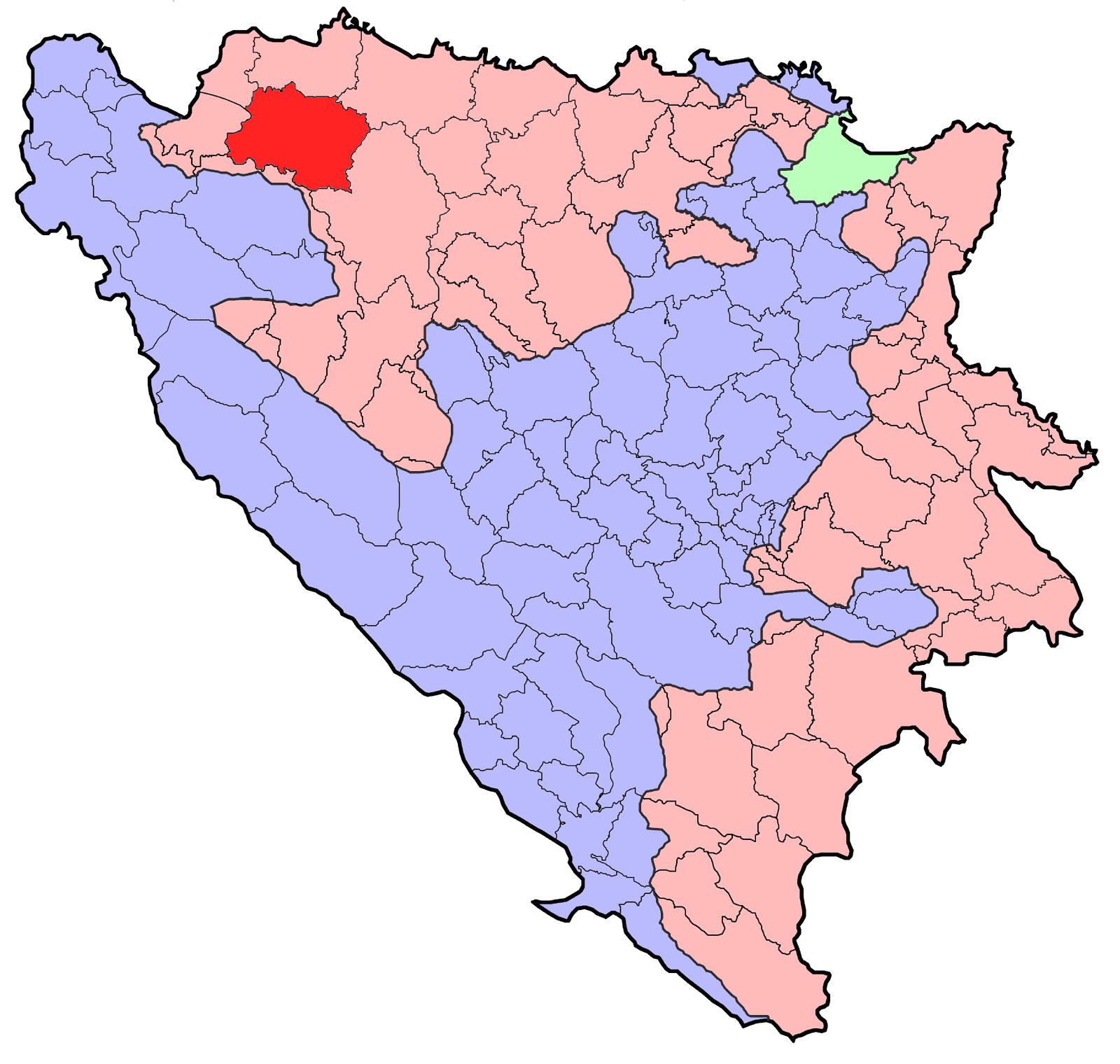
Localisation de la ville de Prijedor en Bosnie-Herzégovine

Le territoire de la ville de Prijedor englobe 71 localités :
| - Ališići - Babići - Bistrica - Bišćani - Božići - Brđani - Brezičani - Briševo - Busnovi - Cikote - Crna Dolina - Čarakovo - Čejreci - Čirkin Polje - Dera | - Donja Dragotinja - Donja Ravska - Donji Garevci - Donji Orlovci - Donji Volar - Gaćani - Gomjenica - Gornja Dragotinja - Gornja Jutrogošta - Gornja Puharska - Gornja Ravska - Gornji Garevci - Gornji Jelovac - Gornji Orlovci - Gornji Volar | - Gradina - Hambarine - Hrnići - Jaruge - Jelićka - Jugovci - Kalajevo - Kamičani - Kevljani - Kozarac - Kozaruša - Krivaja - Lamovita - Ljeskare - Ljubija | - Malo Palančište - Marićka - Marini - Miljakovci - Miska Glava - Niševići - Ništavci - Omarska - Orlovača - Pejići - Petrov Gaj - Petrovo - Prijedor - Rakelići - Rakovčani | - Raljaš - Rasavci - Rizvanovići - Saničani - Šurkovac - Tisova - Tomašica - Trnopolje - Veliko Palančište - Zecovi - Žune |

## Démographie

### Villeintra muros

#### Évolution historique de la population dans la villeintra muros
| 1948 | 1953 | 1961   | 1971   | 1981   | 1991   | 2013   |
| ---- | ---- | ------ | ------ | ------ | ------ | ------ |
| -    | -    | 11 847 | 22 223 | 29 449 | 34 635 | 32 342 |

|  |

### Ville de Prijedor (ex-municipalité)

#### Évolution historique de la population dans la ville
| 1971   | 1981    | 1991    | 2013   |
| ------ | ------- | ------- | ------ |
| 97 921 | 108 868 | 112 543 | 97 588 |

#### Répartition de la population par nationalités dans la ville (1991)
En 1991, sur un total de 112 543 habitants, la population se répartissait de la manière suivante :

## Politique

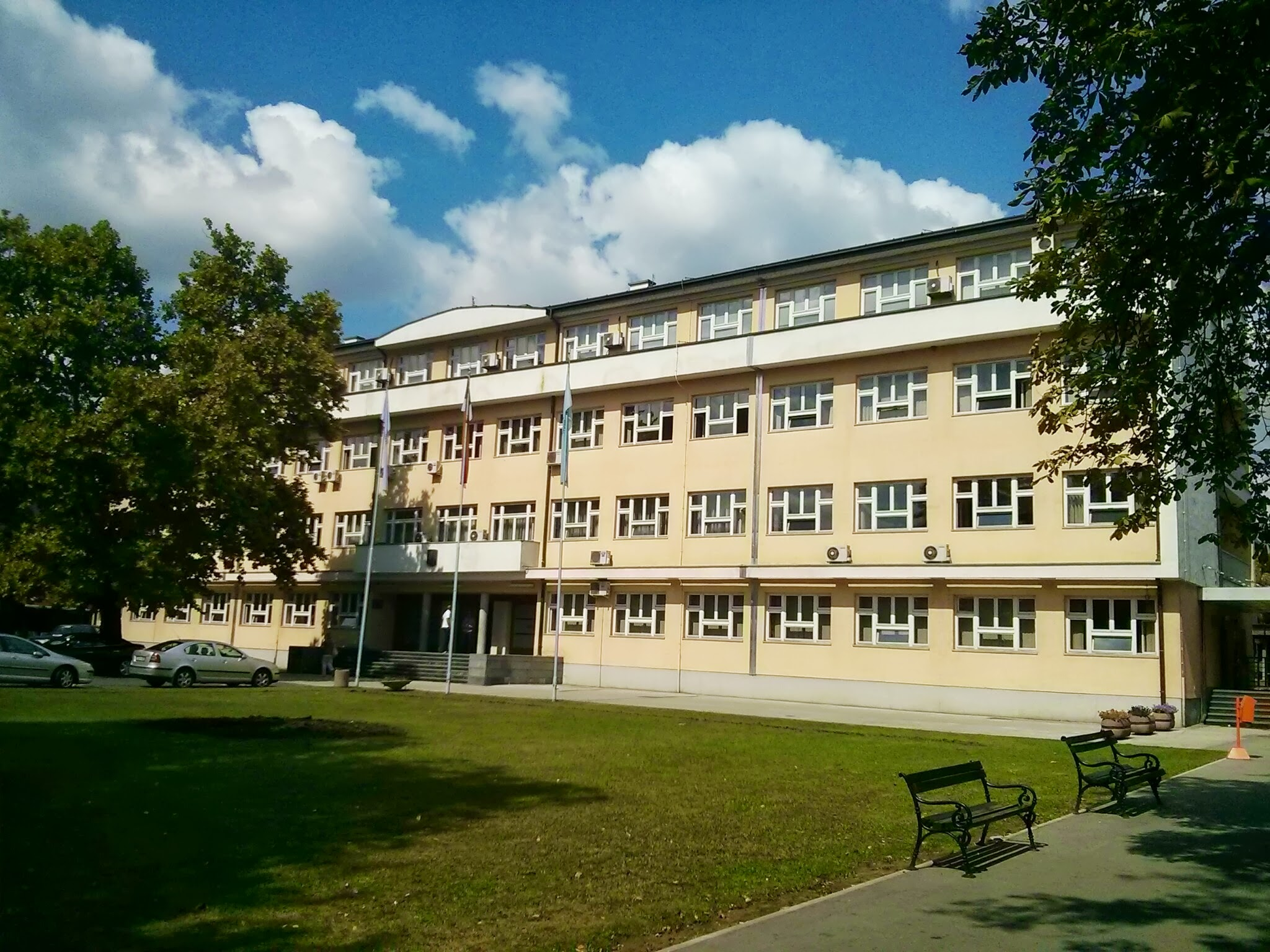
L'hôtel de ville de Prijedor

### Élections de 2008
À la suite des élections locales de 2008, les 31 sièges de l'assemblée municipale se répartissaient de la manière suivante :
| Parti                                                                             | Sièges |
| --------------------------------------------------------------------------------- | ------ |
| Alliance démocratique nationale (DNS), avec un représentant des minorités locales | 8      |
| Alliance des sociaux-démocrates indépendants (SNSD)                               | 7      |
| Parti démocratique serbe (SDS)                                                    | 4      |
| Alliance du Parti pour la Bosnie-Herzégovine (SzBIH)                              | 3      |
| Parti social-démocrate (SDP), avec un candidat des minorités nationales           | 3      |
| Parti du progrès démocratique (PDP)                                               | 2      |
| Parti radical serbe de la république serbe de Bosnie (SRS RS)                     | 2      |
| Nouvelle initiative citoyenne-Kozarac                                             | 2      |

Marko Pavić, membre de l'Alliance démocratique nationale (DNS), a été élu maire de la municipalité.

### Élections de 2012
À la suite des élections locales de 2012, les 31 sièges de l'assemblée municipale se répartissaient de la manière suivante, :
| Parti                                                                             | Sièges |
| --------------------------------------------------------------------------------- | ------ |
| Alliance démocratique nationale (DNS), avec un représentant des minorités locales | 10     |
| Alliance des sociaux-démocrates indépendants (SNSD)                               | 7      |
| Parti démocratique serbe (SDS)                                                    | 5      |
| Parti d'action démocratique (SDA)                                                 | 2      |
| Parti du progrès démocratique (PDP)                                               | 2      |
| Parti social-démocrate (SDP)                                                      | 2      |
| Parti démocratique national (NDS)                                                 | 1      |
| Parti pour la Bosnie-Herzégovine (SzBIH)                                          | 1      |
| Parti démocratique (DP)                                                           | 1      |

Marko Pavić, membre de l'Alliance démocratique nationale (DNS), a été réélu maire de la municipalité,.

## Personnalités
Prijedor est la ville natale de Sreten Stojanović (1898-1960), un sculpteur, dessinateur, aquarelliste et critique d'art serbe.
Josip Iličić, footballeur professionnel, y est né le 29 janvier 1988 (à cette époque en Yougoslavie).

## Jumelages
La ville de Prijedor est jumelée avec :
- Irkoutsk (Russie) depuis septembre 2015
- Manisa (Turquie) depuis mars 2007
- Kikinda (Serbie) depuis novembre 2007
- Demir Hisar (Macédoine du Nord) depuis aout 2007
- Bovec (Slovénie) depuis décembre 2009
- Pančevo (Serbie) depuis 1992
- Sund (Norvège) depuis 2002
- Trente (Italie) depuis 1999
- Novo mesto (Slovénie)
- Velenje (Slovénie) depuis 2018
- Kragujevac (Serbie)
- Ningbo (Chine) depuis 2015
- Inđija (Serbie) depuis février 2021